# Pablo Sittler
Pablo Sittler Wicker (ur. 18 lutego 1925 w Strasburgu, zm. 22 lutego 2008 w Gwatemali) – gwatemalski strzelec, olimpijczyk. 
Brał udział w Letnich Igrzyskach Olimpijskich 1968 (Meksyk). Startował w jednej konkurencji, w której zajął 79. miejsce. 

## Wyniki olimpijskie
| Igrzyska | Konkurencja                       | Wynik                           | Miejsce |
| -------- | --------------------------------- | ------------------------------- | ------- |
| IO 1968  | Karabin małokalibrowy leżąc, 50 m | 579 punktów (97-96-95-98-95-98) | 79.     |